# Wiener Stunde
Als Wiener Stunde wird die aliquote Aufteilung der Blockredezeit auf die Fraktionen im österreichischen Parlament bezeichnet. Sie wird von der Präsidialkonferenz festgelegt und vom Plenum abgesegnet.
Erstmals wurden 1993, also in der 18. Legislaturperiode, Reden im Parlament zeitlich eingeschränkt, konkret auf 40 Minuten. Dies geschah als Reaktion darauf, dass Madeleine Petrovic (Grüne) eine Dauerrede über mehr als 10 Stunden gehalten hatte (siehe Filibuster#Österreich).
1996 wurde die Redezeit auf 20 Minuten halbiert und später weiter gesenkt.
Die Redezeit korreliert mit der Klubstärke der Fraktionen. In der 23. Legislaturperiode standen SPÖ und ÖVP je 15 Minuten, Grünen und FPÖ je 11 Minuten und dem BZÖ 8 Minuten Blockredezeit pro Wiener Stunde zu.
Mit der 25. Gesetzgebungsperiode kamen sechs Fraktionen in den Nationalrat. Nationalratspräsidentin Barbara Prammer (SPÖ) betrieb daher eine weitere Redezeitbeschränkung als „drängendes Geschäftsordnungsproblem“. Mit Stand vom 28. Jänner 2014 hat eine Reform die Präsidiale und 2 Lesungen im Parlament einvernehmlich passiert, die die Wiener Stunde, nun zu 61 Minuten, wie folgt aufschlüsselt: Je 13,5 Minuten SPÖ und ÖVP, 12,5 min FPÖ, 10,5 min Grüne sowie je 5,5 min Team Stronach (TS) und NEOS. Fraktionslosen Abgeordneten wird nur die Hälfte der Redezeit des kleinsten Klubs zustehen. Außerdem kann die Tagesblockredezeit auf 30 (statt bisher 60) Minuten reduziert werden.
In der Präsidialkonferenz am 16. Oktober 2019 zur Vorbereitung der konstituierenden Sitzung der 27. Gesetzgebungsperiode wurde die Wiener Stunde auf 62 Minuten festgelegt, davon entfielen 19,5 Minuten auf die ÖVP, 13,5 Minuten auf die SPÖ, 11 Minuten auf die FPÖ, 10 Minuten auf die Grünen und 8 Minuten auf NEOS.
Zu Beginn der 28. Gesetzgebungsperiode im Oktober 2024 wurde die Wiener Stunde auf 62,5 Minuten festgelegt. Davon entfielen 17 Minuten auf die FPÖ, 15,5 Minuten auf die ÖVP, 13,5 Minuten auf die SPÖ, 8,5 Minuten auf NEOS und acht Minuten auf die Grünen.